# 鵜高重三
鵜高 重三（うだか じゅうぞう、1930年8月17日 - 2015年4月11日）は、日本の農芸化学者、農学博士。名古屋大学教授を務めた。

## 来歴・人物
東京都出身。1953年に東京大学農学部農芸化学科を卒業し、同年に協和醗酵工業に入社し、研究員として勤務。1956年にグルタミン酸生産菌 Corynebacterium glutamicumを発見し、発酵（アミノ酸発酵）によるグルタミン酸の工業的生産を可能にした。この発見・発明は、微生物を使ったアミノ酸、核酸、二次代謝物などの大量生産への道を拓くことになった。1963年に理化学研究所に移り、1971年4月に名古屋大学農学部教授に就任、微生物（ブレビバチルス属細菌）によるタンパク質の分泌生産法の開発と、それに係る代謝制御機構、遺伝子発現調節の解析などで大きな業績を残した。1994年3月に名古屋大学を定年退官し、同大名誉教授。同年4月に東京農業大学教授に就任し研究・教育活動を続けた。
2015年4月11日、肺炎のために死去。84歳没。

## 受賞歴等
- 日本学士院賞(1966年)[6]
- 日本農芸化学会賞(1987年)
- 中日文化賞(1989年)
- 瑞宝中綬章(2008年)